# Метолиъс (град, Орегон)
Метолиъс (на английски: Metolius) е град в окръг Джеферсън, щата Орегон, САЩ. Метолиъс е с население от 635 жители (2000) и обща площ от 1,1 km². Намира се на 771,1 m надморска височина. ЗИП кодът му е 97741, а телефонният му код е 541.